# Löfbergs Lila
Löfbergs Lila er en svensk kaffe-grossist og et kafferisteri. Firmaet blev stiftet i 1906 og har hovedsæde i Karlstad. Det er ejet af familiefirmaet Anders Löfbergs kaffegrupp. Ledelsen af firmaet består nu af 3. og 4. generation af familien Löfberg.
Firmaet er et af de største indenfor deres felt i Norden. Det ejer 50 % af aktierne i det danske firma Peter Larsens Kaffe.